# Scott May
Scott Glenn May (Sandusky, 19 marzo 1954) è un ex cestista statunitense, professionista nella NBA e in Italia.
È il padre di Sean May, anch'egli cestista visto in NBA e in Italia.
Nel 2020 viene votato dai tifosi di Torino come miglior giocatore straniero della storia dell'Auxilium Torino per il periodo 1974-1995 (il voto è stato organizzato dalla pagina Facebook "Torino e i suoi campioni, la pallacanestro sotto la Mole").

## Carriera
È stato selezionato dai Chicago Bulls al primo giro del Draft NBA 1976 (2ª scelta assoluta).
Con gli Stati Uniti ha vinto i Giochi olimpici di Montréal 1976.

## Statistiche

### NBA

#### Regular Season
| Anno      | Squadra         | PG  | PT | MP   | TC%  | 3P% | TL%  | RP  | AP  | PRP | SP  | PP   |
| --------- | --------------- | --- | -- | ---- | ---- | --- | ---- | --- | --- | --- | --- | ---- |
| 1976-1977 | Chicago Bulls   | 72  | -  | 32,9 | 45,1 | -   | 82,8 | 6,1 | 2,0 | 1,1 | 0,2 | 14,6 |
| 1977-1978 | Chicago Bulls   | 55  | -  | 32,8 | 45,4 | -   | 81,0 | 6,0 | 2,1 | 0,9 | 0,1 | 13,4 |
| 1978-1979 | Chicago Bulls   | 37  | -  | 10,9 | 43,4 | -   | 75,0 | 1,7 | 1,1 | 0,6 | 0,0 | 4,0  |
| 1979-1980 | Chicago Bulls   | 54  | -  | 24,0 | 45,0 | 0,0 | 83,7 | 4,0 | 1,9 | 0,8 | 0,1 | 12,4 |
| 1980-1981 | Chicago Bulls   | 63  | -  | 12,9 | 48,8 | -   | 75,8 | 2,5 | 1,0 | 0,6 | 0,1 | 7,0  |
| 1981-1982 | Milwaukee Bucks | 65  | 7  | 18,3 | 50,8 | 0,0 | 82,4 | 3,4 | 2,0 | 0,8 | 0,1 | 9,0  |
| 1982-1983 | Detroit Pistons | 9   | 1  | 17,2 | 42,0 | -   | 81,0 | 2,9 | 1,3 | 0,6 | 0,2 | 6,6  |
| Carriera  | Carriera        | 355 | 8  | 22,6 | 46,2 | 0,0 | 81,1 | 4,1 | 1,7 | 0,8 | 0,1 | 10,4 |

#### Playoffs
| Anno     | Squadra         | PG | PT | MP   | TC%  | 3P% | TL%  | RP  | AP  | PRP | SP  | PP   |
| -------- | --------------- | -- | -- | ---- | ---- | --- | ---- | --- | --- | --- | --- | ---- |
| 1977     | Chicago Bulls   | 3  | -  | 32,3 | 38,5 | -   | 80,0 | 4,7 | 1,0 | 2,7 | 0,7 | 10,7 |
| 1982     | Milwaukee Bucks | 4  | -  | 12,5 | 20,0 | -   | 64,3 | 2,8 | 2,5 | 0,5 | 0,0 | 4,3  |
| Carriera | Carriera        | 7  | -  | 21,0 | 30,4 | -   | 72,4 | 3,6 | 1,9 | 1,4 | 0,3 | 7,0  |

## Palmarès
- Campione NCAA (1976)
- NCAA AP Player of the Year (1976)
- NCAA Naismith Men's College Player of the Year Award (1976)
- 2 volte NCAA AP All-America First Team (1975, 1976)
- NBA All-Rookie First Team (1977)
- Olimpiadi 1976